# اینترنت اکسپلورر موبایل
اینترنت اکسپلورر موبایل (به انگلیسی: Internet Explorer Mobile) (در گذشته با نام اینترنت اکسپلورر جیبی) یک مرورگر
همراه است که توسط شرکت مایکروسافت توسعه داده می‌شود و بر پایهٔ موتور چیدمان ترایدنت است. این مرورگر به صورت پیشفرض در ویندوز فون و ویندوز سی‌ای اجرا می‌شود.
نسخهٔ کنونی اینترنت اکسپلورر موبایل بر اساس نسخهٔ رومیزی اینترنت اکسپلورر ۹ می‌باشد، اما نسخه‌های قدیمی، با نام اینترنت اکسپلورر جیبی بر اساس این موتور چیدمان نیست.
گفتنی است این مرورگر به ۹۵ زبان زنده نیا عرضه شده‌است و اگر از نسخه Original ویندوز هفت استفاده می‌کنید آپدیت این مرورگر احتمالاً به صورت خودکار توسط Windows Update برای شما دریافت و نصب خواهد شد.

## نگارخانه

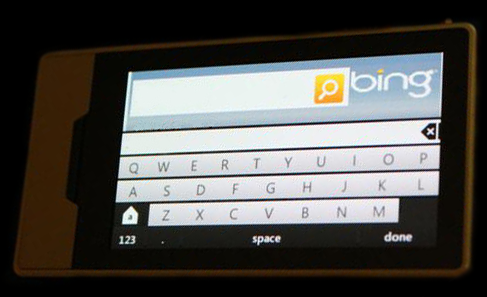
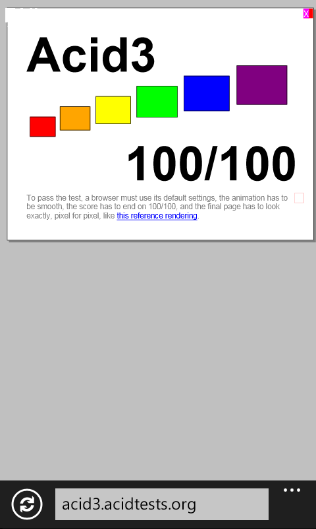